# Caelicola rostrata
Caelicola rostrata är en fjärilsart som beskrevs av Paul Dognin 1923. Caelicola rostrata ingår i släktet Caelicola och familjen tofsspinnare. Inga underarter finns listade i Catalogue of Life.